# 夢の轍
『夢の轍』（ゆめのわだち）は、シンガーソングライターさだまさしの1982年12月11日発表のソロ7枚目のオリジナル・アルバムである。

## 概要
2001年に起こった世田谷三軒茶屋駅ホーム傷害致死事件の判決に際して裁判長が言及したことで話題となった、「償い」の初収録作品である。
リリース時の題字・ジャケットデザインは、さだの母校國學院大学教授で宮内庁文書専門員（天皇が読み上げる文書の清書等をする）だった書家・中島司有によるものである。

## 解説

### アナログA面
1. 微熱
恋愛の熱情を表現した楽曲。イントロのバスドラムが心臓の鼓動を表現している。
2. 極光 (オーロラ)
撮影準備中の事故で死亡した写真家・阿岸充穂と、その妻・阿岸明子の出会いから死別までを妻の視点から描いた鎮魂歌。
1977年アメリカのロサンゼルスにある阿岸明子の事務所を訪れたさだが、飾ってあったオーロラの写真を気に入り譲って欲しいと言ったところ、「夫の遺作だからあげられない」として阿岸の語った身の上話をさだが歌にしたものである。なお、飾ってあったオーロラの写真は複製されて、写真集とともにさだに贈られた。
3. 虫くだしのララバイ
少年の視点で、亡くなったおじいちゃんと交わした約束を歌った作品。曲の途中で、自身のヒット曲「雨やどり」の歌い出しのメロディが引用されている。エンディングは『風見鶏』収録の「最終案内」のエンディングのパロディであり、歌詩の主人公が飛翔したことを暗示している。
4. 人買
都会へ出た女性と地元に残った男性の開いてしまった心の距離を表現した作品。同じ主題を持つ曲としては、『夢供養』に収録されている「風の篝火」がある。
5. 前夜 (桃花鳥/ニッポニア・ニッポン)
佐渡島のトキ捕獲保護のニュースをモチーフとして、社会の問題に心を動かされながらも個人の幸福追求に流されてしまう人間の心の弱さを歌った作品。

「桃花鳥（トキ）が7羽」と歌っているが、この歌で唄われてる７羽とは中国（China)で1981年に残っていた数である。日本には同年野生下では5羽にまで減っていたのを人工飼育にするため全羽捕獲となり、すでに保護下にあるキンと合わせて6羽だけとなっていた。

### アナログB面
1. 退職の日
定年退職をテーマとする作品。当初、構想は廃車後公園の遊具となっている蒸気機関車を描いた短い楽曲であったが、シングルカットするという営業上の事情から、定年退職した父とそれを迎える母の姿を息子の視点から描いた部分が追加された。さだはこの追加部分の出来には満足していなかったと後に語っている。
2. まりこさん
中島みゆきが1981年11月に発表した「悪女」のアンサーソングである。
3. Home (Now I Know I'm Home)
さだが初めて他者の詩に曲を付けた作品。
4. 償い
詳細は償い (さだまさしの曲) を参照。
5. 片おしどり
愛する人に先立たれた女性の、優しく深い愛情を表現した曲。

- 以下の作品以外は全て作詩・作曲さだまさし
  - 「Home」作詞:Linda Richardson

- 曲協力
  - 「極光」：阿岸明子・阿岸充穂

- 「まりこさん」の歌詩中の「バンドエイド」はジョンソン・エンド・ジョンソン社の登録商標である。

## 収録曲

### LP / CT
| 全作詞・作曲: さだまさし、全編曲: 渡辺俊幸。 |                                        |            |            |      |
| #                                            | タイトル                               | 作詞       | 作曲・編曲 | 時間 |
| 1.                                           | 「微熱」                               | さだまさし | さだまさし | 5:23 |
| 2.                                           | 「極光 (オーロラ)」                    | さだまさし | さだまさし | 6:27 |
| 3.                                           | 「虫くだしのララバイ」                 | さだまさし | さだまさし | 4:23 |
| 4.                                           | 「人買」                               | さだまさし | さだまさし | 4:26 |
| 5.                                           | 「前夜 (桃花鳥/ニッポニア・ニッポン)」 | さだまさし | さだまさし | 5:18 |
| 合計時間:                                    | 合計時間:                              | 25:57      |            |      |

| 全作詞・作曲: さだまさし（特記以外）、全編曲: 渡辺俊幸。 |                                                        |                        |                        |      |
| #                                                        | タイトル                                               | 作詞                   | 作曲・編曲             | 時間 |
| 1.                                                       | 「退職の日」                                           | さだまさし（特記以外） | さだまさし（特記以外） | 6:15 |
| 2.                                                       | 「まりこさん」                                         | さだまさし（特記以外） | さだまさし（特記以外） | 4:52 |
| 3.                                                       | 「Home (Now I Know I'm Home)」(作詞: Linda Richardson) | さだまさし（特記以外） | さだまさし（特記以外） | 1:43 |
| 4.                                                       | 「償い」                                               | さだまさし（特記以外） | さだまさし（特記以外） | 6:22 |
| 5.                                                       | 「片おしどり」                                         | さだまさし（特記以外） | さだまさし（特記以外） | 5:12 |
| 合計時間:                                                | 合計時間:                                              | 24:24                  |                        |      |

## 参加したミュージシャン
- リード・ボーカル：さだまさし
- アコースティックギター：谷康一（A面1-4 B面4.5/ナイロン弦ギター A面5）、さだまさし（A面4.5 B面3）、坂元昭二（A面5）、笛吹利明（B面2）
- エレキギター：今剛（A面1 B面2.4.5）、松原正樹（A面2.4）
- マンドリン：竹内郁子（B面1）
- ピアノ：山田秀俊（A面1-4 B面1.4.5）
- エレクトリックピアノ：山田秀俊（A面1-4 B面1.2.5）、渡辺俊幸（B面4）
- シンセサイザー：渡辺俊幸（プロフェット10 A面1.4 B面1-4/エミュレータ A面1 B面4）
- シンセサイザー・プログラミング：浦田恵司（A面1.4 B面1.2.4）
- ベース：高水健司（A面1.5 B面2.4.5）、杉本和弥（A面2-4 B面1）
- ドラムス：林立夫（A面1-5 B面1.2.5）、村上秀一（B面4）
- パーカッション：穴井忠臣（A面1-4 B面1.2.4.5）、宅間久善（マリンバ B面1）、渡辺俊幸（ウィンドチャイム B面3）
- アコーディオン：風間文彦（B面1）
- クラリネット：ジェイク・コンセプション（A面3/アルト・サクソフォーン B面2）
- フルート：衛藤幸雄（A面4 B面1）
- オーボエ：坂宏之（A面4 B面5）
- ハープ：山川恵子（A面1.2 B面1.5）
- ストリングス：加藤ジョーストリングス（A面2-5 B面1.4.5）、渡辺俊幸（指揮）
- 女性ボーカル：阿部恵（白鳥座）（B面4）
- コーラス：松下誠、山田秀俊（A面1.3）